# Tomba di Dracula

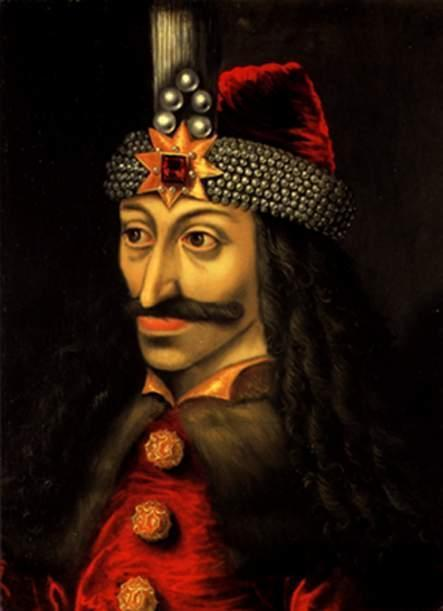
L'unico ritratto noto di Vlad III Ţepeş.

Non si conosce l'esatta ubicazione della Tomba di Dracula, al secolo il voivoda Vlad III di Valacchia. La tradizione vuole che la sua testa venne portata a Costantinopoli, mentre il suo corpo venne sepolto senza cerimonie dal suo rivale, Basarab Laiotă, nel monastero di Comana; tuttavia, a partire dal XIX secolo gli studiosi hanno dato vita a nuove teorie in merito.

## La morte di Dracula
Vlad III di Valacchia (ca. 1431-1476) morì in circostanze ancora da chiarire. Autarca volitivo votato alla guerra, Dracula morì com'era vissuto: combattendo. Nel 1476 Vlad rientrava in Valacchia dopo aver passato oltre dieci anni come prigioniero di Mattia Corvino, il potente signore del Regno d'Ungheria, che lo aveva catturato nel 1462. Dracula era stato liberato per strappare il suo antico trono ad un voivoda sottomesso all'Impero ottomano: Basarab III Laiotă cel Bătrân, della stirpe dei Dăneștii. Inizialmente vittorioso grazie all'appoggio ungherese, Vlad aveva dovuto subito fronteggiare la contro-invasione da parte di Basarab, spalleggiato da rinforzi turchi. Durante lo scontro con Basarab, Dracula venne ucciso: ancora non si sa se per un tradimento o se per un'imboscata da parte del nemico.
La testa di Vlad, recisa dal corpo, venne portata a Costantinopoli come un trofeo e il suo corpo venne sepolto senza cerimonie dal suo rivale, Basarab Laiotă, forse a Comana, un monastero fondato da Vlad nel 1461. Il monastero di Comana venne demolito e ricostruito ex novo nel 1589.
A partire dal XIX secolo alcuni storici rumeni hanno iniziato a sostenere, senza però averne una prova documentata, che Vlad Țepeș venne sepolto nella chiesa dell'Assunzione del monastero di Snagov, sull'omonima isola.
Nonostante ciò, la maggior parte degli storici del Paese pensa ancora oggi che il vero luogo di sepoltura di Vlad Țepeș sia il monastero di Comana.

## Monastero di Snagov

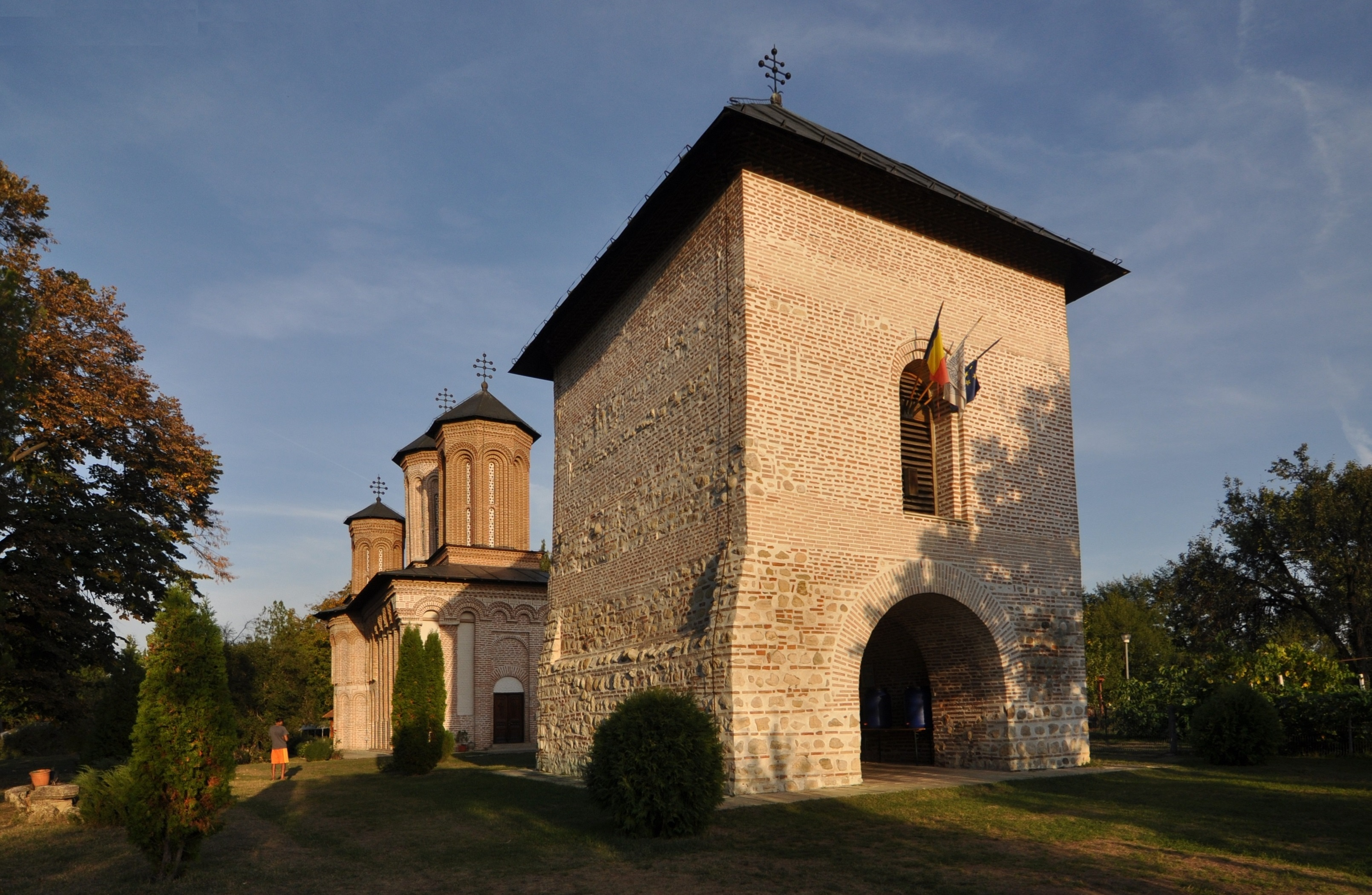
Il monastero di Snagov

La chiesa del monastero di Snagov risale all'inizio del XVI secolo; le celle e le altre costruzioni sono scomparse e solo qualche rovina attesta l'esistenza del convento del XIV e XV secolo. Secondo la cronaca ufficiale della Valacchia, la struttura sarebbe stata ristrutturata proprio per ordine di Vlad III, ma i restauri novecenteschi non hanno portato al rinvenimento di alcuna testimonianza artistica legata a Dracula o ai suoi diretti discendenti.

### Gli scavi

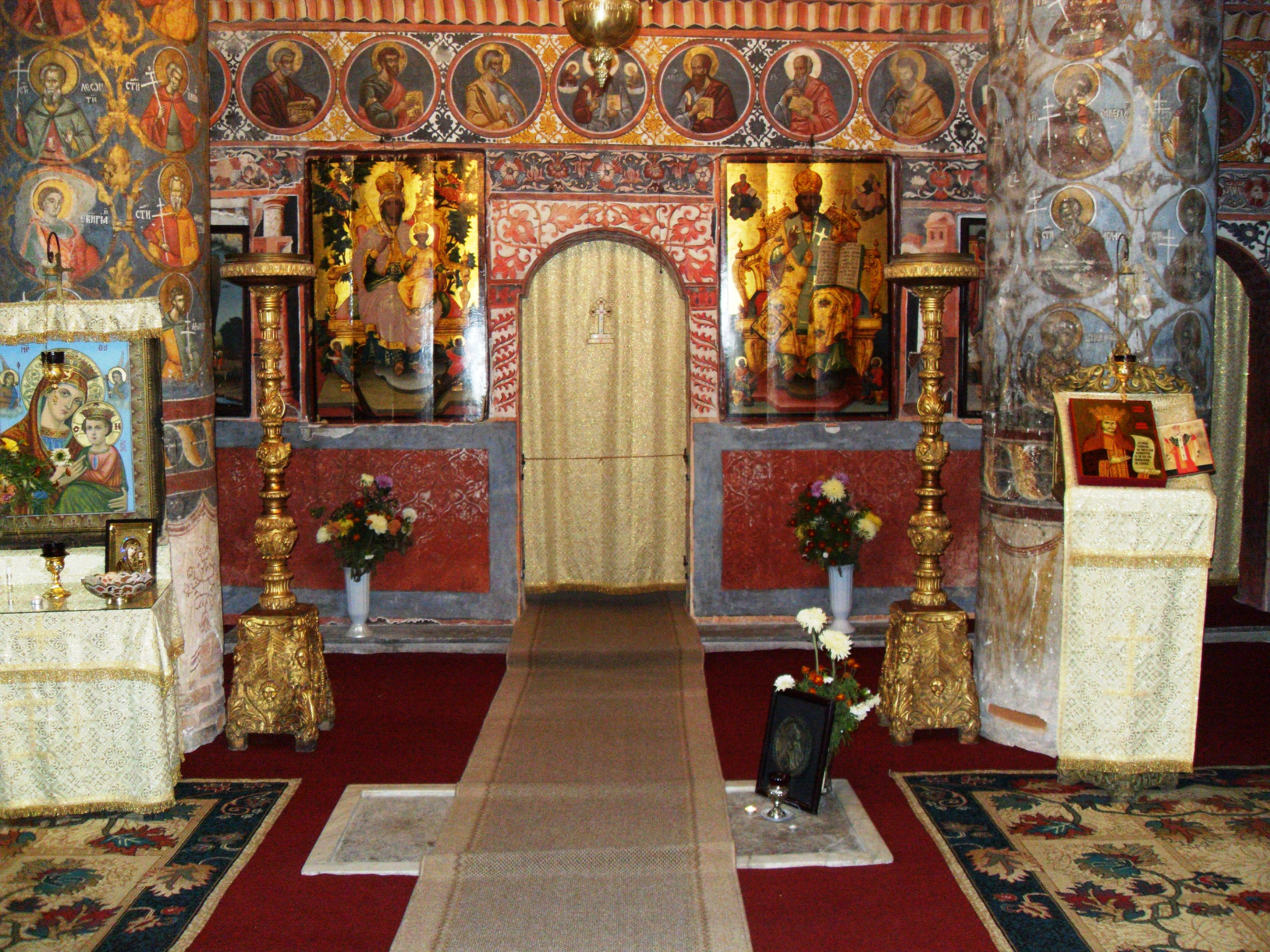
La presunta tomba di Vlad Țepeș nel monastero di Snagov

Fin dal XIX secolo i monaci di Snagov mostravano ai visitatori una pietra tombale, incastrata nel pavimento della chiesa, la cui iscrizione era completamente cancellata. I frati aggiungevano che era stata messa lì affinché venisse calpestata dai celebranti durante gli uffizi. L'anima peccatrice del defunto trovava così qualche sollievo alle pene eterne, alle quali era condannata. La pietra si trova di fronte alle porte dell'iconostasi, davanti all'altare maggiore.
Durante gli scavi archeologici effettuati nella chiesa di Snagov nel biennio 1932-1933, la tomba sotto alla lastra venne trovata vuota, eccezion fatta per alcune ossa di animali (in prevalenza bovini). L'assenza di resti umani incuriosì gli archeologici, che decisero di compiere altri scavi nella chiesa. I direttori degli scavi, ovvero l'archeologo Dinu V. Rosetti e lo storico George D. Florescu, trovarono, vicino all'ingresso principale della chiesa, una seconda tomba al cui interno vi era una bara rivestita con un tessuto color porpora e dalle cuciture dorate. Il corpo del defunto venne riconosciuto come di sesso maschile, vestito con un abito di velluto color rosso o porpora, di taglio occidentale, chiuso con grossi bottoni di filo d'argento dorato, stretto in vita con una cintura di placche d'argento a losanga. Il volto della salma era coperto da un drappo di seta e, da una manica, pendeva un anello femminile. Un diadema d'oro da torneo, decorato con piccole sfere di ceramica alternate a gancetti d'oro che trattenevano un turchese, era posato vicino alle mani. Insieme ad esso venne rinvenuto anche un anello con un turchese incastonato, su cui era scolpita una creatura (forse un drago). A contatto con l'aria il corpo si decompose in pochi minuti, prima che gli archeologi potessero vederne il volto o scattare una foto.

#### Il dibattito sull'identificazione del cadavere
Rosetti e il suo collega Florescu erano convinti che il corpo da loro scoperto fosse effettivamente quello di Vlad l'Impalatore. Il fatto che il cadavere avesse ancora la testa poneva però un problema: sappiamo, infatti, che la testa di Vlad era stata tagliata e portata a Costantinopoli. Per questo motivo, si valutò l'ipotesi che il cadavere fosse quello di Vlad II Dracul, padre dell'Impalatore: a supportare tale teoria furono la presenza dell'anello con il drago, simbolo dell'Ordine del Drago di cui Vlad II faceva parte.
A parte i bottoni e qualche frammento di tessuto, gli oggetti trovati nella tomba scomparvero tutti dal Museo Municipale di Bucarest, nel quale erano stati portati per ulteriori esami.

### L'intervista del priore
Nel 2004 il priore ortodosso di Snagov rilasciò un'intervista nella quale parlava della tomba di Dracula. Nel corso di tale intervista egli affermò che la tomba posta di fronte alle porte dell'iconostasi è la vera tomba di Vlad Țepeș e che Rosetti e Florescu mentirono quando dissero che nella tomba furono trovate solo ossa di animali. Sempre secondo il priore, anche la testa di Vlad Țepeș, comprata dalla Chiesa Ortodossa, riposerebbe accanto al corpo nella tomba.

## Napoli

Stemma del Casato d'Aragona

Nel 2014 alcuni studiosi hanno compiuto studi sulla principessa albanese Maria Balsa, fuggita a Napoli nel 1479 a causa delle persecuzioni turche ed accolta nella città da Ferdinando d'Aragona. Secondo gli studiosi, la donna (che avrebbe poi sposato Giacomo Alfonso Ferrillo) sarebbe stata la figlia illegittima di Vlad Țepeș. Unica prova fornita dagli studiosi a sostegno delle loro tesi è il fatto che il blasone che fuse gli stemmi delle famiglie Balsa e Ferrillo presenta un drago. Sulla tomba è rappresentato uno stemma con cimiero di drago uscente, comune ad altre famiglie, come ad esempio i Corvi di Sulmona o la stessa casata d'Aragona.
Il gruppo di studiosi, che comprende Raffaello Glinni, sostiene inoltre che Vlad Țepeș sarebbe morto a Napoli e sepolto in un chiostro in piazza Santa Maria La Nova.